# Тютюнники (Житомирская область)
Тютю́нники (укр. Тютюнники) — село на Украине, находится в Житомирском районе Житомирской области.
Код КОАТУУ — 1825888401. Население по переписи 2001 года составляет 962 человека. Почтовый индекс — 13220. Телефонный код — 4139. Занимает площадь 2,47 км².

## Адрес местного совета
13220, Житомирская область, Чудновский р-н, с. Тютюнники, ул. Лонского, 3

## Галерея

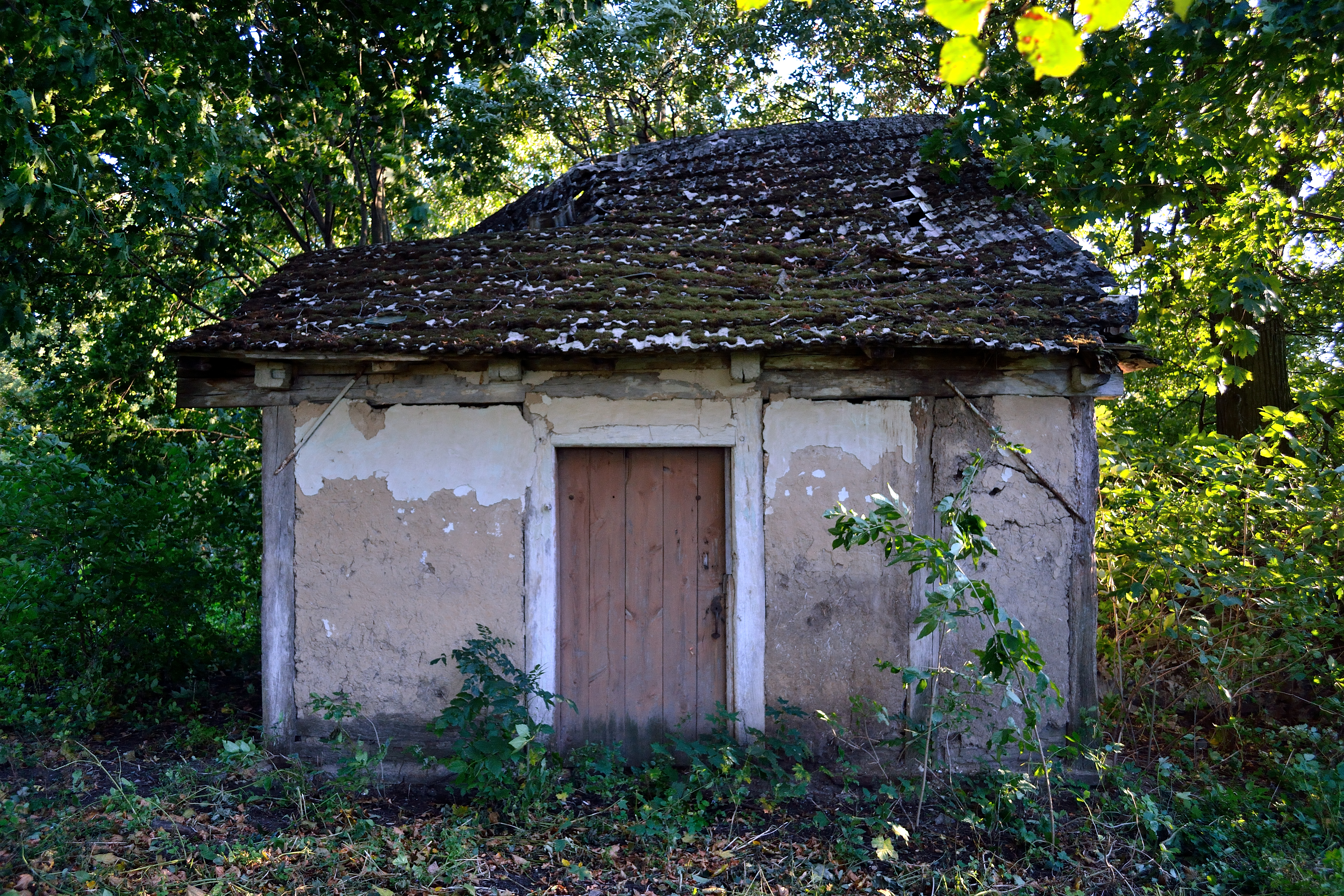
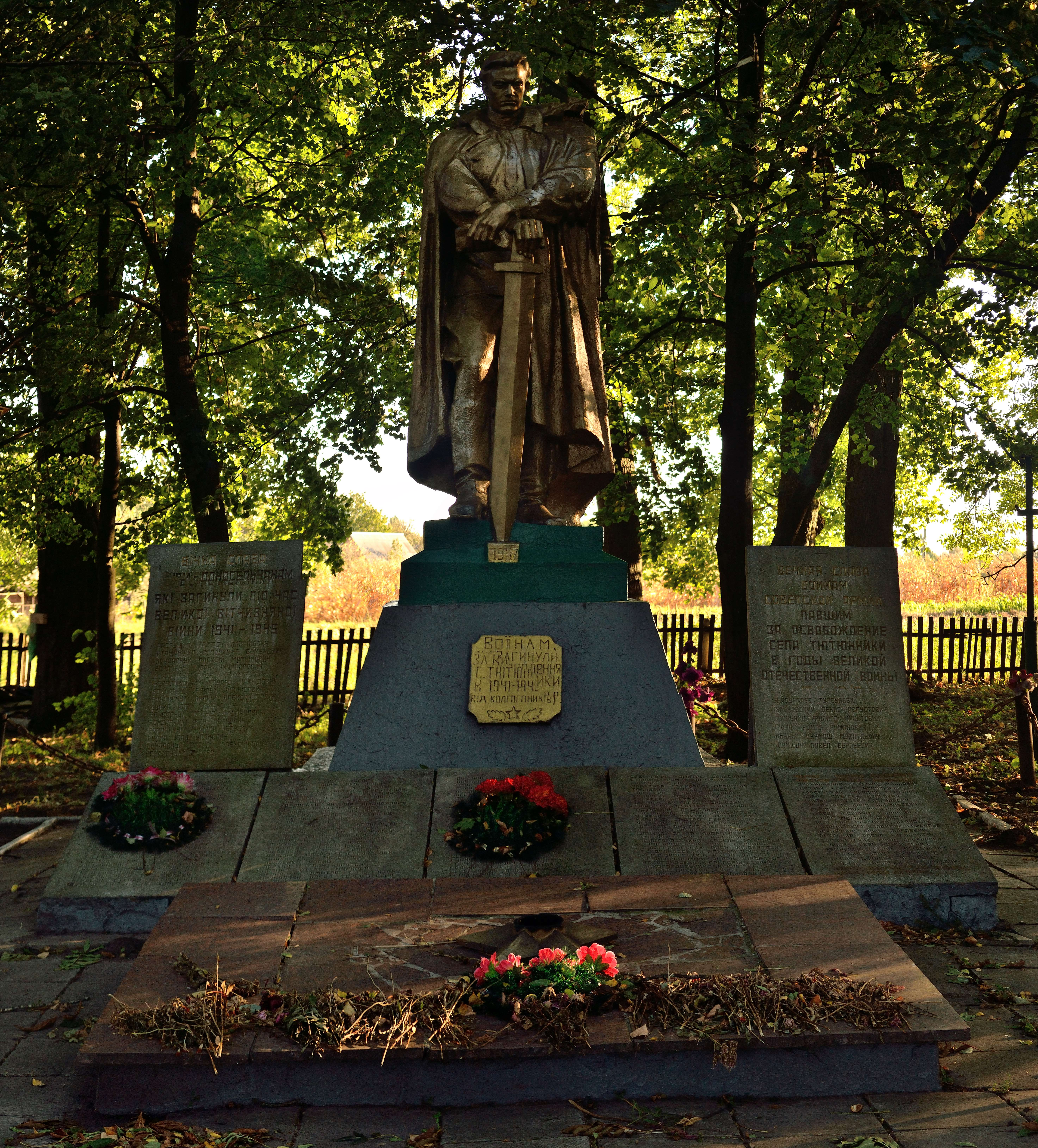
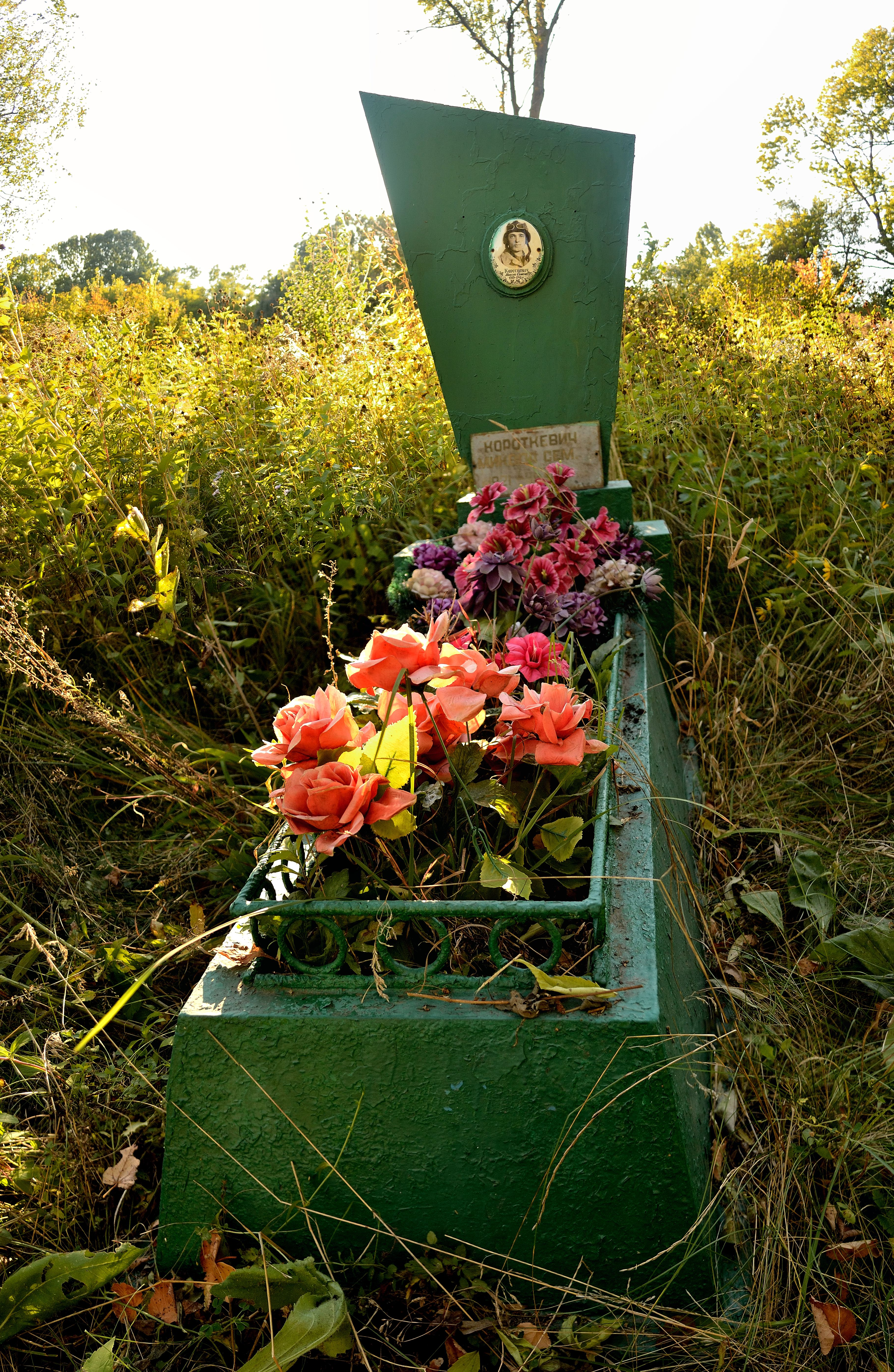